# Артур Ч. Кларк
Сер Артур Чарлс Кларк (енгл. Sir Arthur Charles Clarke; Мајнхед, 16. децембар 1917 — Коломбо, 19. март 2008) је био британски писац и проналазач. Уз Исака Асимова сматра се најпознатијим писцем научне фантастике, али за разлику од њега Кларк се чврсто држи науке и њених реалних домета и хипотеза. Главне теме његових романа и прича су истраживање космоса, мора и времена, место човека у васиони и последице људских контаката са ванземаљским интелигенцијама.
Он је коаутор сценарија за филм из 1968. 2001: Одисеја у свемиру, који се сматра једним од најутицајнијих филмова свих времена. Кларк је био писац научне фантастике, страствени популаризатор свемирских путовања и футуриста изузетних способности. Написао је многе књиге и многе есеје за популарне часописе. Године 1961, добио је Калинга награду, награду Унеска за популаризацију науке. Кларкови научни и научнофантастични списи донели су му надимак „Пророк свемирског доба“. Његови научнофантастични списи су му донели посебно бројне награде Хјуго и Небула, што га је, уз велику читалачку публику, учинило једном од врхунских фигура жанра. Дуги низ година Кларк, Роберт Хајнлајн и Исак Асимов били су познати као „Велика тројка“ научне фантастике.
Кларк је био доживотни заговорник свемирских путовања. Године 1934, док је још био тинејџер, придружио се БИС-у, Британском интерпланетарном друштву. Године 1945, предложио је сателитски комуникациони систем који користи геостационарне орбите. Био је председник Британског интерпланетарног друштва од 1946. до 1947. и поново 1951–1953.
Кларк је емигрирао на Цејлон (данас Шри Ланка) 1956. године, да би следио своје интересовање за роњење. Те године је открио подводне рушевине древног оригиналног храма Конесварам у Тринкомалију. Кларк је повећао своју популарност 1980-их, као водитељ телевизијских емисија као што је Мистериозни свет Артура Ч. Кларка. До своје смрти је живео на Шри Ланки.
Кларк је 1989. именован за Команданта Реда Британске империје (CBE) „за заслуге британским културним интересима у Шри Ланки“. Проглашен је витезом 1998. и награђен је највишом грађанском почасти Шри Ланке, Шри Ланкабиманјом, 2005. године.

## Биографија
Рођен је у Мајнхеду у Самерсету у Енглеској. После средње школе, пошто није имао пара да плати универзитетско образовање, запослио се као ревизор у једном министарству. Током Другог светског рата служио је у РАФ-у као специјалиста за радаре и учествовао је у изградњи првих система за рано узбуњивање и аутоматско навођење пилота са земље. Његова једина не-научно-фантастична књига Glide Path базирана је на том раду. После рата завршио је Краљевски Колеџ у Лондону и магистрирао математику и физику 1948. Оженио се Американком Мерилин Мејфилд у јуну 1953. али су се већ у децембру исте године развели. Како је сам касније рекао "То је био кључни доказ да ја нисам за брак. Али мислим да сваки човек то мора да проба барем једном у животу".
Његов највећи допринос науци је идеја да би геостационарни сателити могли да се користе као комуникациони релеји. У његову част, Међународна астрономска унија назвала је геостационарну орбиту (42.000 km) Кларковом орбитом. Године 1951 написао је кратку причу Стражар (енгл. The Sentinel) коју је послао на једно БиБиСи-јево такмичење. Прича је одбијена на том такмичењу и комисија ју је оценила веома лошом. Међутим, 1964. ће та прича постати главна инспирација за дело и филм које је написао заједно са Стенлијем Кјубриком - 2001: Одисеја у свемиру (премијерно приказан 1968). Иако се на корицама књиге не налази Кјубриково име а на шпици филма под редитељ не стоји и Кларково, сам Кларк је често говорио да би на књизи морало да стоји: "Написали Артур Кларк и Стенли Кјубрик“ а на филму „Режирали Стенли Кјубрик и Артур Кларк“. Од 1956. године живи у Коломбу у Шри Ланки. 1988. константовано је да болује од пост поли синдрома и од тада је везан за инвалидска колица. Британска краљица Елизабета II га је 1998. године прогласила витезом. Преминуо је 19. марта 2008.

### Ране године
Кларк је рођен у Мајнхеду, Сомерсет, у Енглеској, и одрастао у оближњем Бишопс Лајдерду. Као дечак, живео је на фарми, где је уживао у посматрању звезда, сакупљању фосила и читању америчких научнофантастичних часописа. Средње образовање стекао је у Хјуишовој гимназији у Таунтону. Неки од његових раних утицаја укључивали су диносауруске цигаретне карте, што је довело до ентузијазма за фосиле почевши око 1925. Кларк је своје интересовање за научну фантастику приписао читању три чланка: новембарско 1928. издање Невероватних прича године 1929; Последњи и први људи Олафа Стејплдона 1930; и Освајање свемира Дејвида Ласера 1931. године.
У тинејџерским годинама придружио се Јуниорској астрономској асоцијацији и допринео Уранији, часопису друштва, који је у Глазгову уређивала Марион Еди. На Кларков захтев, додала је одељак „Астронаутика“ у коме се налазио низ његових чланака о свемирским летелицама и путовањима у свемир. Кларк је такође дао прилоге за „Дебатни и дискусиони угао“, контрапункт чланку Ураније који нуди случај против свемирских путовања, као и своја сећања на филм Волта Дизнија Фантазија. Преселио се у Лондон 1936. и придружио се Одбору за образовање као ревизор пензија. Он и неке колеге писци научне фантастике делили су стан у Грејс Ин Роуду, где је добио надимак „Иго“ због заокупљености темама које су га занимале, а касније је своју канцеларију пуну сувенира назвао својом „иго комором“.

### Други светски рат
Током Другог светског рата од 1941. до 1946. служио је у Краљевском ваздухопловству као специјалиста за радаре и био је укључен у радарски одбрамбени систем раног упозорења, што је допринело успеху РАФ-е током Битке за Британију. Кларк је већи део своје ратне службе провео радећи на радару за приступ контролисан са земље (GCA), као што је документовано у полуаутобиографској Глајд стази, његовом једином роману који није научнофантастичног жанра. Иако GCA није имао много практичне употребе током рата, након неколико година развоја показао се виталним за Берлински ваздушни транспорт 1948–1949. Кларк је у почетку служио у трупама и био је каплар инструктор на радару у Радио школи број 2, RAF Јетсбери у Вилтширу. Као пилот официр (техничка грана) постављен је 27. маја 1943. године. У чин летећег официра унапређен је 27. новембра 1943. године. Он је постављен за главног инструктора обуке у RAF Хонилију у Ворвикширу и демобилисан је у чину летачког поручника.

### Послератни период
После рата, стекао је прворазредну диплому из математике и физике на Краљевском колеџу у Лондону. Након тога, радио је као помоћник уредника у Physics Abstracts. Кларк је био председник Британског интерпланетарног друштва од 1946. до 1947. и поново од 1951. до 1953. године.
Иако није био зачетник концепта геостационарних сателита, један од његових најважнијих доприноса у овој области била је идеја да би то били идеални телекомуникациони релеји. Ову идеју је унапредио у раду који је приватно кружио међу кључним техничким члановима Британског интерпланетарног друштва 1945. Концепт је објављен у магазину Wireless World у октобру те године. Кларк је такође написао велики број нефикцијских књига које су описивале техничке детаље и друштвене импликације ракетирања и свемирских летова. Најзначајније од њих могу бити Међупланетарни лет: Увод у астронаутику (1950), Истраживање свемира (1951) и Обећање свемира (1968). Као признање за ове доприносе, геостационарна орбита 36.000 km (22.000 mi) изнад екватора је званично призната од стране Међународне астрономске уније као Кларкова орбита.
Његову књигу из 1951. године, Истраживање свемира, користио је пионир ракета Вернер фон Браун да убеди председника Џона Ф. Кенедија да је могуће отићи на Месец.
Након објављивања дела 2001 1968. године, Кларк је постао веома тражен као коментатор науке и технологије, посебно у време свемирског програма Аполо. Кларк се 20. јула 1969. појавио као коментатор за CBS News емисију о слетању Апола 11 на Месец.

### Шри Ланка и роњење
Кларк је живео на Шри Ланки од 1956. до своје смрти 2008. године, прво у Унаватуни на јужној обали, а затим у Коломбу. У почетку су он и његов пријатељ Мајк Вилсон путовали по Шри Ланки, ронили у коралним водама око обале са Бичкомберс клубом. Године 1957, током роњења код Тринкомалија, Кларк је открио подводне рушевине храма, што је касније учинило регион популарним међу рониоцима. Описао га је у својој књизи Гребени Тапробане из 1957. године. Ово је била његова друга књига о роњењу након Обале корала из 1956. године. Иако је Кларк живео углавном у Коломбу, основао је малу школу роњења и једноставну ронилачку радњу у близини Тринкомалија. Често је ронио у Хикадуви, Трикомалију и Нилавелију.
Влада Шри Ланке понудила је Кларку статус резидентног госта 1975. године. Он је био толико цењен да је, када је његов колега писац научне фантастике Роберт А. Хајнлајн дошао у посету, Ваздухопловство Шри Ланке обезбедило хеликоптер да их проведе широм земље.  Почетком 1970-их, Кларк је потписао уговор о издавању три књиге, што је био рекорд за писца научне фантастике у то време. Прва од три је била Састанци са Рамом 1973, која је освојила све главне награде за жанр и изнедрила наставке који су заједно са 2001 серијом чинили окосницу његове касније каријере.
Године 1986, Кларка су Писци научне фантастике Америке прогласили за Великог мајстора.
Године 1988, дијагнозиран му је пост-полиомијелитисни синдром, пошто је првобитно оболео од дечије парализе 1962. године, и морао је да користи инвалидска колица већином времена након тога. Кларк је дуги низ година био вице-покровитељ Британског полио друштва.
У част Краљичиног рођендана 1989. године, Кларк је именован за Команданта Реда Британске империје „за услуге британским културним интересима у Шри Ланки“. Исте године је постао први канцелар Међународног свемирског универзитета, који је деловао од 1989. до 2004. Такође је био канцелар Моратува универзитета у Шри Ланки од 1979. до 2002. године.
Године 1994, Кларк се појавио у научнофантастичном филму; портретисао је себе у филму Без упозорења, америчкој продукцији о апокалиптичном сценарију првог контакта са ванземаљцима представљеном у облику лажне вести.
Кларк је такође постао активан у промовисању заштите горила и постао покровитељ Горила организације која се бори за очување горила. Када је ископавање тантала за производњу мобилних телефона угрозило гориле 2001. године, он је дао свој глас за помоћ њиховој заштити. Ронилачка радња коју је поставио наставља да ради из Тринкомалија преко Фондације Артур Ч Кларк.

### Водитељ телевизијске серије
Током 1980-их и раних 1990-их, Кларк је представио своје телевизијске програме Мистериозни свет Артура Ч. Кларка, Свет чудних моћи Артура Ч. Кларка и Мистериозни универзум Артура Ч. Кларка.

### Лични живот
На путовању на Флориду 1953. године, Кларк је упознао и брзо се оженио Мерилин Мејфилд, 22-годишњом америчком распуштеницом са малим сином. Трајно су се раздвојили након шест месеци, иако је развод окончан тек 1964. године. „Брак је био инкомпатибилан од почетка“, рекао је Кларк. Мерилин се никада није преудала и умрла је 1991. године. Кларк се такође никада није поново оженио, али је био близак са човеком из Шри Ланке, Леслијем Еканајакијем (13. јул 1947 – 4. јул 1977), кога је Кларк назвао својим „јединим савршеним пријатељем у животу” у посвети његовог романа Рајске фонтане. Кларк је сахрањен са Еканајакијем, који је преминуо три деценије пре њега, на централном гробљу у Коломбу. У својој биографији Стенлија Кјубрика, Џон Бакстер наводи Кларкову хомосексуалност као разлог зашто се преселио, због толерантнијих закона у погледу хомосексуалности у Шри Ланки. Новинарима који су питали Кларка да ли је геј речено је: „Не, само благо весео.“ Међутим, Мајкл Муркок је написао:
Сви су знали да је геј. Педесетих сам излазио на пиће са његовим дечком. Упознали смо његове штићенике, западне и источне, и њихове породице, људе који су за његову доброту имали само најиздашније похвале. Он може бити самозаокупљен и трезвењак, али беспрекоран господин до краја.
У интервјуу у издању из јула 1986. часописа Плејбој, на питање да ли је имао бисексуално искуство, Кларк је рекао: „Наравно. Ко није?” У његовој читуљи, Кларков пријатељ Кери О'Квин је написао: „Да, Артур је био геј ... Као што ми је једном рекао Исак Асимов, 'Мислим да је једноставно открио да више воли мушкарце.' Артур није објављивао своју сексуалност – то није био фокус његовог живота – али ако су га питали, био је отворен и искрен.”
Кларк је акумулирао огромну колекцију рукописа и личних мемоара, коју је одржавао његов брат Фред Кларк у Тонтону, Сомерсет, Енглеска, а која се назива „Кларкивси”. Кларк је рекао да неки од његових приватних дневника неће бити објављени до 30 година након његове смрти. На питање зашто су запечаћени, он је одговорио: „Па, у њима би могло бити свакаквих неугодних ствари.“

### Витештво
Дана 26. маја 2000. године проглашен је за витеза првоступника „за заслуге у књижевности“ на церемонији у Коломбу. Додела витешког звања објављена је на списку Новогодишњих почасти 1998. године, али је инвеститура награде одложена, на Кларков захтев, због оптужбе таблоида Sunday Mirror да плаћа дечацима за секс. Полиција Шри Ланке је касније утврдила да је оптужба неоснована. Према The Daily Telegraph, новине Mirror су касније објавиле извињење, а Кларк је одлучио да их не тужи за клевету. The Independent је известио да слична прича није објављена, наводно зато што је Кларк био пријатељ новинског тајкуна Руперта Мардока. Сам Кларк је рекао: „Имам изузетно мутан поглед на људе који се зезају са дечацима“, а Руперт Мардок му је обећао да одговорни новинари никада више неће радити у Флит Стриту. Кларк је затим регуларно проглашен витезом.

### Касније године
Иако су он и његов дом остали неоштећени у цунамију земљотреса у Индијском океану 2004. године, његова „Школа роњења Артура Ч. Кларка“ (сада звана „Подводни сафари“) у Хикадуви близу Галеа била је уништена. Он је упутио хуманитарне позиве, а Фондација Артхур Ч. Кларк је радила на бољим системима за обавештавање о катастрофама.
Због његових постполио дефицита, који су ограничавали његову способност путовања и остављали му застој у говору, већина Кларкових комуникација у његовим последњим годинама била је у облику снимљених адреса. У јулу 2007. дао је видео обраћање за стогодишњицу Роберта А. Хајнлајна у којој је завршио своје коментаре поздравом са својим фановима. Септембра 2007, обезбедио је видео поздрав за прелет NASA сонде Касини поред Јапета (који игра важну улогу у књизи 2001: Одисеја у свемиру). У децембру 2007. на свој 90. рођендан, Кларк је снимио видео поруку својим пријатељима и фановима у којој се опрашта од њих.
Кларк је умро у Коломбу 19. марта 2008. у 90. години. Његов помоћник је описао узрок као респираторне компликације и срчану инсуфицијенцију узроковану постполио синдромом.
Само неколико сати пре Кларкове смрти, велики прасак гама зрака (GRB) стигао је до Земље. Познат као GRB 080319B, рафал је поставио нови рекорд као најудаљенији објекат који се може видети од Земље голим оком. То се догодило пре око 7,5 милијарди година, и светлости је требало толико да стигне до Земље. Лари Сешонс, научни писац за блог Sky and Telescope магазина на earthsky.org, предложио је да се рафал назове „Кларков догађај“. American Atheist Magazine је писао о тој идеји: „Била би то прикладна почаст човеку који је толико допринео и помогао да подигнемо наше очи и наше умове ка космосу за који се некада сматрало да је област само богова.“
Неколико дана пре него што је умро, прегледао је рукопис свог финалног дела, Последња теорема, на коме је сарађивао путем е-поште са савремеником Фредериком Полом. Књига је објављена након Кларкове смрти. Кларк је сахрањен у Коломбу на традиционални начин Шри Ланке 22. марта. Његов млађи брат Фред Кларк и његова усвојитељска породица из Шри Ланке били су међу хиљадама присутних.
Кларкови папири су поклоњени Националном музеју ваздухопловства и свемира 2014. године.
Дана 8. јануара 2024, део Кларковог пепела је лансиран на Перегрине мисији један на Месец. Летелица Перегрин није успела да слети на Месец и распала се у Земљиној атмосфери 19. јануара 2024. године.

## Погледи

### О религији
Тема религиозности и духовности се појављује у многим списима Артура Кларка. Говорио је: „Сваки пут до знања је пут до Бога – или Стварности, која год реч вам је дража“. О себи је говорио да је „фасциниран концептом Бога“. Ј. Б. С. Халдане је, нешто пре своје смрти, нагласио Кларку у приватном писму да би Кларк требало да добије награду из теологије јер је тек један од неколицине који су написали нешто ново у том пољу, и у наставку је чак написао да би Кларк представљао претњу, да његови списи нису садржали више контрадикторних теолошких становишта. Када је ступио у британско Краљевско ратно ваздухопловство, Кларк је инсистирао да на (војним идентификацијским) плочицама ипак буде обележен као пантеиста, а не као што је уобичајено – Енглеска црква. У есеју „Кредо“ из 1991. је написао за себе да је логички позитивиста још од десете године. За шриланчанске новине „Острво“ је 2000. изјавио „Не верујем у Бога нити у загробни живот" и изјаснио се као атеиста. Био је почасни лауреат хуманиста на Међународној академији за хуманизам. Такође се изјашњавао као „крипто-будиста“, инсистирајући на томе да будизам није религија. У ранијем животу је показао мало интересовања за религију, нпр, неколико месеци након венчања је открио да му је супруга презвитеријанац. 

Чувена Кларкова реченица, која се често цитира је „Једна од највећих трагедија човечанства је што је религија киднаповала морал“. Такође су цитиране његове речи у вези са религијом 2004. у часопису „Популарна наука“ „Најзлокобнији и најупорнији од свих умних вируса. Треба да га се отарасимо што пре." У тродневним „дијалозима о човеку и његовом свету“ са Аланом Вотсом је навео да је био пристрасан у борби против религије и да није могао да опрости религијама неспособност да временом спрече зверства и ратове. У осврту на дијалог, у ком је још јасније нагласио „човечанство“, у претпоследњој епизоди емисије „Мистериозни свет“ имена „Чудна небеса“, рекао је: „Понекад помислим да је универзум заправо машина направљена да непрестано изненађује астрономе“. При крају те исте епизоде, у последњем сегменту, у ком се говорило о Витлејемској звезди, Кларк је навео да је његова најомиљенија теорија да би то могао бити пулсар. С обзиром на то да су пулзари откривени у временском интервалу између писања кратке приче „Звезда“ 1995. и прављења „Мистериозног света“ 1980. и с обзиром на најновије откриће пулсара ПСР Б1913+16, Кларк је рекао „Како романтично, ако и сада можемо да чујемо умирући глас звезде који је најавио хришћанску еру."
Кларк је оставио писане инструкције за сахрану, које гласе: „Апсолутно ниједан религијски ритуал било које врсте који се односи на било коју религијску веру не сме да има везе са мојом сахраном“.

### О паранормалним феноменима
Кларк је раније у својој каријери био опчињен паранормалним и навео је да је то била инспирација за његов роман „Крај детињства“. Цитирајући гомилу обећавајућих тврдњи о паранормалном које су касније оповргнуте, Кларк је описао како је његова ранија отвореност према паранормалном прерасла у „готово апсолутни скептицизам“ до његове биографије из 1992. године. Током интервјуа, и 1993. и 2004 – 2005, говорио је да не верује у реинкарнацију, јер не постоји механизам који би то омогућио, мада је често и наводио ."Увек парафразирам Џ. Б. С. Халдана: Универзум није само чуднији више него што замишљамо, чуднији је више него што можемо да замислимо.". Назвао је идеју о реинкарнацији фасцинантном, али је преферирао коначност у постојању.
Кларк је веома познат и по тв серијама које су се бавиле истраживањем паранормалних феномена –Артур Кларков мистериозни свет- (1980), -Артур Кларков мистериозни универзум- (1985) и -Артур Кларков свет чудесних моћи- (1994) – што је резултирало пародијом у једној од епизода серије "The Goodies", у којој је Кларков шоу отказан након тврдње да Кларк - не постоји.